# Sven Beckert
Sven Beckert (Fráncfort del Meno, 1965) es un historiador germano-estadounidense. Se desempeña como profesor Laird Bell de Historia Estadounidense en la Universidad de Harvard, donde enseña historia de los Estados Unidos en el siglo XIX e historia Universal. Junto con Christine A. Desan, es codirector del Programa de Estudio del Capitalismo de la Universidad de Harvard.

## Biografía
Estudió historia, economía y ciencias políticas en la Universidad de Hamburgo, Alemania y luego se graduó en la Universidad de Columbia con un doctorado en Historia.
En 2003, Beckert trabajó en la Universidad de Constanza como investigador Humboldt.
Es autor de Empire of Cotton: A Global History (2014), que ganó el Premio Bancroft 2015 y fue finalista del Premio Pulitzer de Historia 2015. El New York Times lo calificó como "uno de los diez mejores libros de 2015". El historiador económico Peer Vries escribió que era "una lectura obligada para todo historiador interesado en la historia global, pero en mi opinión es mejor como una historia sobre el algodón que como un análisis del capitalismo". Otros historiadores económicos han criticado el libro.
Fue miembro del American Council of Learned Societies en 2008. Fue becario del Instituto de Estudios Avanzados de Friburgo, miembro de la Biblioteca Pública de Nueva York y becario Guggenheim.

## Controversias
En febrero de 2022, Beckert fue uno de los 38 profesores de Harvard que firmaron una carta abierta publicada en The Harvard Crimson defendiendo al profesor John Comaroff después de que una investigación universitaria descubriera que había violado las políticas de conducta sexual y profesional de Harvard. La carta decía, en parte, que "Nosotros, los abajo firmantes, sabemos que John Comaroff es un excelente colega, asesor y ciudadano universitario comprometido. Cuatro días después, después de que tres estudiantes de posgrado presentaran una demanda con acusaciones detalladas de las acciones de Comaroff y la falta de respuesta de la universidad, Beckert fue uno de varios firmantes que dijeron que deseaban retractarse de sus firmas.

## Obra seleccionada

### Libros
- Beckert, Sven (2014). Empire of Cotton: A Global History. Knopf Doubleday Publishing Group. ISBN 978-0-385-35325-0. online
- Beckert, Sven (2001). The Monied Metropolis: New York City and the Consolidation of the American Bourgeoisie, 1850–1896. Cambridge University Press. ISBN 978-0-521-52410-0. online
- ---- "History of American capitalism" (American Historical Association, 2012). 44pp historiography; on;line

### Artículos periodísticos
- Beckert, Sven (2005). «From Tuskegee to Togo: The Problem of Freedom in the Empire of Cotton». Journal of American History 92 (2): 498-526. doi:10.2307/3659276.
- Beckert, Sven (2004). «Emancipation and Empire: Reconstructing the Worldwide Web of Cotton Production in the Age of the American Civil War». American Historical Review 109 (5): 1405-1438. doi:10.1086/530931.
- Beckert, Sven (2002). «Democracy and its Discontents: Contesting Suffrage Rights in Gilded Age New York». Past and Present 174 (1): 114-155. doi:10.1093/past/174.1.116.

### Volúmenes editados
- Sven Beckert y Seth Rockman, eds. (2006) El capitalismo de la esclavitud: una nueva historia del desarrollo económico estadounidense (2006) en línea
- Rosenbaum; Beckert, eds. (2011). The American Bourgeoisie: Distinction and Identity in the Nineteenth Century. Palgrave Macmillan. ISBN 978-0-230-31454-2.
- Beckert; Desan, eds. (2018). American Capitalism: New Histories. New York City: Columbia University Press. ISBN 9780231185240. OCLC 987660154.